# Laudir de Oliveira
Laudir Soares de Oliveira (6 de enero de 1940 - 17 de septiembre de 2017) fue un músico y productor brasileño reconocido principalmente por su labor como percusionista con la banda de rock estadounidense Chicago.

## Biografía
De Oliveira creció en Río de Janeiro y comenzó a trabajar profesionalmente en la música en la década de 1960, acompañando a músicos brasileños como Sérgio Mendes y Marcos Valle. En 1968 se mudó a los Estados Unidos. Acreditado simplemente como "Laudir", también apareció en el álbum debut de Joe Cocker en 1969, tocando su sencillo "Feelin 'Alright".
En 1973, Laudir fue invitado a tocar con Chicago en el sexto álbum de la banda. Después de tocar en los álbumes Chicago VI y Chicago VII como acompañante, de Oliveira se unió oficialmente a la banda en 1975. La mezcla de jazz-rock y ritmos brasileños resultante de su presencia terminaría definiendo muchos de los éxitos de la banda, incluidos "Happy Man", "Call on Me" y "Mongonucleosis". Posteriormente apareció en todos los álbumes desde Chicago VIII hasta Chicago XIV. Además de tocar percusión, de Oliveira se encargó de cantar "You Get It Up" de Chicago X (1976) y fue coautor de "Life is What It is" en Chicago 13 (1979). En 1982, cuando la música de Chicago se volvió más orientada al pop, le pidieron a De Oliveira que dejara la banda para dejar espacio a Bill Champlin.
De Oliveira murió de un ataque al corazón el 17 de septiembre de 2017 a la edad de 77 años mientras actuaba en un escenario de su natal Río de Janeiro.